# Herbert Distel
Pour les articles homonymes, voir Distel.
Herbert Distel, né le 7 août 1942 à Berne (Suisse), est un peintre, sculpteur, photographe, cinéaste et compositeur suisse résidant actuellement à Katzelsdorf près de Vienne en Autriche. Il est principalement connu pour sa sculpture, son art sonore et art conceptuel.

## Biographie
Herbert Distel étudie la lithographie à Paris à l'École nationale supérieure des Beaux-Arts de 1963 à 1964 et commence à créer des sculptures aux formes géométriques au milieu des années 1960. Entre 1968 et 1969, il commence à créer des sculptures d'œufs et en 1970, il lance un œuf en polyester de trois mètres de long sur la côte ouest-africaine qui atteint la côte de Trinidad sept mois plus tard (Projekt Canaris). La même année, il installe une sculpture d'œuf en granit de 22 tonnes le long de la route de Bâle à Chiasso intitulée Monument Canaris.
De 1970 à 1977, il commence à travailler sur son ''Musée des tiroirs'' (Das Schubladenmuseum), un cabinet trouvé avec 20 tiroirs contenant chacun 25 petites salles où il invite des artistes vivants à contribuer une œuvre d'art miniature Les artistes inclus étaient : Arnulf Rainer, Carolee Schneemann, Christian Megert, Pablo Picasso, Robert Cottingham, Billy Al Bengston, Joseph Beuys, John Baldessari, Carl Andre, Chuck Close, Tom Blackwell, Tom Phillips, Joe Goode, Charles Arnoldi, Camille Billops, Nam June Paik, Frederick J. Brown, Robyn Denny, Valie Export, Mel Ramos, Edward Ruscha, Dieter Roth et John Cage. Le musée des tiroirs et exposé pour la première fois à Documenta 5, Kassel 1972 et plus tard au Cooper-Hewitt Museum, New York. En même temps, George Maciunas travaille sur son Fluxus Flux Cabinet (1975–1977).
De 1985 à 1987, Distel étudie à Berlin avec les cinéastes polonais Krzysztof Kieslowski et Edward Zebrowski. En 1993, Distel et Peter Guyer terminent la vidéo die angst die macht die bilder des zauberlehrlings, sur la base des images trouvées.

## Remarques
1. ↑  See Berena News Online article on Operation Canaris, 2006
2. ↑  From interview in French, translated from the German by Jean-René Lassalle, in Lettre Documentaire n°35, Philippe Billé ed., France, November 1991
3. ↑  Printed references for the Museum Of Drawers include:
4. ↑  Harald Szeemann, dir., Documenta 5 catalogue, Kassel, 1972
5. ↑  Here is how NY artist Marvin Brown (born 1943) remembers the process in a written statement, January 30, 2009, Austerlitz, NY.: 
« I was invited by the artist, Herbert Distel to participate in the project known as the Museum of Drawers, then (1976) seven years in production. His project associate in New York was the prominent art dealer Lynn G. Epsteen who has been acquainted with my work. Kasper Konig had written about the project in (ARTFORUM) Oct. 1972 (?) its nascent form as it had been exhibited at Documenta 5 as "The Drawer Museum of Modern Art in the Twentieth Century". I received a telephone call from Herbert Distel while he was in New York and we contracted to produce a piece to the specifications of an "interior space". My contribution to the project is titled: "Local Index" and is of folded and scored sheet aluminum, viewed from the top as it is contained in an interior space. Distel agreed to sign an Artist Transfer Agreement linked to the rights of the work (provided) which he returned via international mail to my studio in Kingston, Rhode Island. I then saw the finished work, the Museum of Drawers at a splendid reception (1978) for the completed work at the Cooper-Hewitt Museum, housed then as now in a Vanderbilt Mansion in New York. At which point 501 examples were displayed, including the base offered by Ed Keinholtz. Each drawer was removed from the upright cabinet and presented in a glass case which did not include the base positioned under the former thread cabinet. »